# Пабиали
Пабиали — валлийский и испанский святой. День памяти — 1 ноября.
Святой Пабиали (Pabiali), или Партипаллай (Partypallai), согласно Bonedd y Saint, считается сыном святого Брихана из Брекнока от его жены Проистри (Proistri) испанского происхождения. По преданию, вместе с их другими детьми Пасгеном (Pasgen) и Неффаем (Neffai) он отправился в Испанию, где они стали законниками и прославились своей святостью. Иные источники за географической дальностью Испании утверждают, что Пасген был сыном св. Дингада. 
Святой Пабиали считается покровителем часовни Партипаллай в Уэльсе.
Когнацио и Ллевелин (Cognacio and Llewelyn) именуют святого Папай, добавляя, что ирландцы зовут его Пианно, Пиванн и Пиаппонн (Pianno, Pivannus, and Piaponnus).